# Punjabi (popolo)
I Panjabi (in Panjabi پنجابی; ਪੰਜਾਬੀ), anche noti in italiano come panjabi, pangiabi sono un gruppo etnolinguistico indoario originario della regione del Punjab nell'Asia meridionale, in particolare nella parte settentrionale del subcontinente indiano, oggi suddivisa tra il Panjab indiano e il Panjab pakistano.
La lingua parlata è il Panjabi, una lingua della famiglia di lingue indo-ariana. Il nome Punjab significa letteralmente la terra di cinque acque. Il nome della regione fu introdotto dai conquistatori turco-persiani del subcontinente indiano.